# Leo II
Leo B (ou Leo II) é uma galáxia anã esferoidal a aproximadamente 690.000 anos-luz de distância na direção da constelação de Leo. A partir de junho de 2016, é uma das 50 galáxias satélites conhecidas da Via Láctea. A partir de 2007, acredita-se que Leo II tenha um núcleo com um raio de 178 ± 13 pc e uma maré com raio de 632 ± 32 pc. Ela foi descoberta em 1950 por Robert G. Harrington e Albert George Wilson, do Monte Wison e Observatório Palomar na Califórnia.